# Güven Erkaya
Güven Erkaya (* 1938 in Salihli, Provinz Manisa; † 24. Juni 2000 in Istanbul) war ein türkischer Admiral, der zuletzt von 1995 bis 1997 Oberkommandierender der Marine (Türk Deniz Kuvvetleri) war.

## Leben
Erkaya trat 1952 in die Seekadettenanstalt (Deniz Lisesi) ein sowie im Anschluss 1957 in die Marineschule (Deniz Harp Okulu), die er 1959 als Fähnrich zur See (Asteğmen) abschloss. Danach fand er Verwendung auf dem Zerstörer TCG Gaziantep und war dort nacheinander Flugabwehr-, Geschütz-, Navigations- und Operationsoffizier sowie zuletzt Erster Offizier, aber auch in anderen Marineeinheiten. 1968 war er Absolvent der Marineakademie (Deniz Harp Akademisi) sowie 1970 der Streitkräfteakademie (Silahlı Kuvvetler Akademisi).
Im Anschluss wurde Erkaya 1970 Offizier in der Abteilung für Grundsatzplanung im Generalstab der Türkei und war 1972 auch Absolvent des Royal Naval College in Greenwich sowie 1973 nach seiner Rückkehr Sektionsleiter in der Personalabteilung des Oberkommandos der Marine. Danach war er von 1973 bis 1974 Kommandant des Zerstörers TCG Kocatepe (D-354), der früheren USS Harwood (DD-861) der US Navy, sowie anschließend zwischen 1974 und 1977 Planungsoffizier im Stab des türkischen Militärischen Vertreters im NATO-Militärausschuss in Brüssel. Nach seiner Rückkehr war er von 1977 bis 1978 erneut Offizier in der Abteilung für Grundsatzplanung im Generalstab der Türkei und danach zwischen 1978 und 1980 Kommodore der II. Zerstörer-Flottille.
Am 30. August 1980 wurde Erkaya zum Flottillenadmiral (Tuğamiral) befördert und war anschließend sieben Jahre lang bis 1987 Leiter der Ausbildungsabteilung im Oberkommando der Marine sowie danach von 1987 bis 1988 Befehlshaber der Minenlegerverbände (Mayın Filosu Komutanlığı). Nach seiner Beförderung zum Konteradmiral (Koramiral) am 30. August 1988 war er Leiter der Abteilung für Grundsatzplanung im Generalstab, anschließend von 1990 bis 1991 Chef des Stabes der Marine und zwischen 1991 und 1992 Oberkommandierender des für die Marineverbände im Mittelmeer und im Ägäischen Meer zuständigen Regionalkommandos Süd (Güney Deniz Saha Komutanlığı). 
Erkaya wurde am 18. August 1992 Oberkommandierender des Flottenkommandos (Donanma Komutanlığı) und empfing in dieser Funktion am 30. August 1992 auch seine Beförderung zum Admiral (Oramiral). Zuletzt wurde er am 18. August 1995 Nachfolger von Admiral Vural Bayazıt Oberkommandierender der Marine (Deniz Kuvvetleri Komutanı) und übte dieses Amt bis zum 29. August 1997 aus. Sein Nachfolger wurde daraufhin Admiral Salim Dervişoğlu.
Erkaya war verheiratet und Vater zweier Kinder.